# Sandra L. Baldauf
Sandra Leah Baldauf, née le 15 décembre 1951, est une biologiste américaine.

## Parcours
Sandra L. Baldauf a  étudié l'évolution moléculaire et la phylogénie depuis 1985, et a reçu un doctorat (PhD) de l'Université du Michigan à Ann Arbor (États-Unis) en 1990.
Elle a continué à étudier en profondeur la phylogénie des eucaryotes et l'évolution moléculaire en tant que postdoctorante de l'Université Dalhousie à Halifax en Nouvelle-Écosse (Canada).
Elle devient, plus tard, conférencière, puis professeure de bio-informatique au sein de l'Université d'York à York (Royaume-Uni).
Elle mute pour l'Université d'Uppsala à Uppsala (Suède) en 2007 pour prendre la tête du programme de recherche en biologie systématique.

## Travaux scientifiques
Son domaine de recherche est une combinaison de phylogénie moléculaire, d'évolution basée sur des modèles de séquence des protéines, et de systématique des principaux taxons orphelins et peu étudiés parmi les organismes eucaryotes, tels que les Dictyostelia  et Choanoflagellata.

### Arbre phylogénétique des Eucaryotes
Baldauf produit un phylogramme sans racine, ou diagramme en étoile, fondé sur un consensus d'études moléculaires et d'autres données actuelles,,.
Ses travaux (publiés en 2003) sur la classification phylogénétique des Eucaryotes ont retenu l'attention de Richard Dawkins qui les reprend en référence pour son ouvrage Il était une fois nos ancêtres.
Après l'analyse de He et al. 2014, Baldauf positionne la racine de l'arbre phylogénique des Eucaryotes entre les Excavés et les autres eucaryotes (ensemble formé des Diaphoretickes et des Amorphea).

### Publications
- (en) Sandra L. Baldauf & Jeffrey D. Palmer, "Evolutionary transfer of the chloroplast tqu gene to the nucleus", Nature, Vol.344, No.6263, March 15, 1990, p. 262-265. DOI 10.1038/344262a0
- (en) Sandra L. Baldauf, Jame R. Manhart & Jeffrey D. Palmer, "Different fates of the chloroplast tufA gene following its transfer to the nucleus in green algae", Proceedings of the National Academy of Sciences of the United States of America, Vol.87, No.14, July 1, 1990, p. 5317–5321. DOI 10.1073/pnas.87.14.5317
- (en) Sandra L. Baldauf & Jeffrey D. Palmer, "Animals and fungi are each other's closest relatives : Congruent evidence from multiple proteins", Proceedings of the National Academy of Sciences of the United States of America, Vol.90, No.24, December 15, 1993, p. 11558–11562. DOI 10.1073/pnas.90.24.11558
- (en) Sandra L. Baldauf, Jeffrey D. Palmer & W. Ford Doolittle, "The root of the universal tree and the origin of eukaryotes based on elongation factor phylogeny", Proceedings of the National Academy of Sciences of the United States of America, Vol. 93, No.15, July 23, 1996, p. 7749-7754. DOI 10.1073/pnas.93.15.7749
- (en) Sandra L. Baldauf & W. Ford Doolittle, "Origin and evolution of the slime molds (Mycetozoa)", Proceedings of the National Academy of Sciences of the United States of America, Vol. 94, No.22, October 28, 1997, p. 12007-12012. DOI 10.1073/pnas.94.22.12012
- (en) Sandra L. Baldauf, "A Search for the Origins of Animals and Fungi : Comparing and Combining Molecular Data", The American Naturalist, Vol.154 [Supplement, Vol.65], No.S4, October 1999, p.S178-S188. DOI 10.1086/303292
- (en) Sandra L. Baldauf, Andrew J. Roger, Ingrid Wenk-Siefert & W. Ford Doolittle, "A Kingdom-Level Phylogeny of Eukaryotes Based on Combined Protein Data", Science, Vol.290, No.5493, November 3, 2000, p. 972-977. DOI 10.1126/science.290.5493.972
- (en) Sandie Baldauf, "The tree of life is a tree (more or less)", Trends in Ecology & Evolution, Vol.17, No.10, October 1, 2002, p. 450-451. DOI 10.1016/S0169-5347(02)02598-3
- (en) Sandra L. Baldauf, "The deep roots of eukaryotes", Science, Vol.300, No.5626, June 13, 2003, p. 1703-1706. DOI 10.1126/science.1085544
- (en) Emma T. Steenkamp, Jane Wright & Sandra L. Baldauf, "The Protistan Origins of Animals and Fungi", Molecular Biology and Evolution, Vol.23, No.1, January 2006, p. 93-106. DOI 10.1093/molbev/msj011
- (en) Pauline Schaap, Thomas Winckler, Michaela Nelson, Elisa Alvarez-Curto, Barrie Elgie, Hiromitsu Hagiwara, James Cavender, Alicia Milano-Curto1, Daniel E. Rozen, Theodor Dingermann, Rupert Mutzel & Sandra L. Baldauf, "Molecular Phylogeny and Evolution of Morphology in the Social Amoebas", Science, Vol.314, No.5799, October 27, 2006, p. 661-663. DOI 10.1126/science.1130670
- (en) Sandra L. Baldauf, "An overview of the phylogeny and diversity of eukaryotes", Journal of Systematics and Evolution, Vol.46, No.3, May 18, 2008, p. 263-273. DOI 10.3724/SP.J.1002.2008.08060
- (en) Martin Carr, Barry S.C. Leadbeater, Ruhana Hassan, Michaela Nelson & Sandra L. Baldauf, "Molecular phylogeny of choanoflagellates, the sister group to Metazoa", Proceedings of the National Academy of Sciences of the United States of America, Vol.105, No.43, October 28, 2008, p. 16641–16646. DOI 10.1073/pnas.0801667105
- (en) Martin Carr & Sandra L. Baldauf, "The Protistan Origins of Animals and Fungi", in Karl Esser, Stefanie Pöggeler & Johannes Wöstemeyer (ed.), The Mycota : A Comprehensive Treatise on Fungi as Experimental Systems for Basic and Applied Research, Volume XIV : Evolution of Fungi and Fungal-Like Organisms, Springer Verlag, Heidelberg, Dordrecht, London, New York, 2011, p. 3-23.  (ISBN 978-3-642-19973-8) DOI 10.1007/978-3-642-19974-5_1